# Sucha, Hạt Szczecinek
Sucha [ˈsuxa] (tiếng Đức: Zuch) là một ngôi làng thuộc khu hành chính của Gmina Grzmiąca, thuộc hạt Szczecinek, West Pomeranian Voivodeship, ở phía tây bắc Ba Lan. Nó nằm khoảng 25 kilômét (16 mi) về phía tây bắc của Szczecinek và 128 km (80 mi) về phía đông của thủ đô khu vực Szczecin.
Trước năm 1945, khu vực này là một phần của Đức. Đối với lịch sử của khu vực, xem Lịch sử của Pomerania.
Ngôi làng có dân số 386 người.

## Cư dân đáng chú ý
- Gerlach von Gaudecker-Zuch (1909 Từ1970), sĩ quan Wehrmacht